# Cumbre del G-20 de Washington
La Cumbre de Washington fue una reunión internacional que trató de la reforma del sistema financiero mundial, y contó con la presencia del llamado G-20, grupo de países más desarrollados, y los más grandes de los países en desarrollo. Propuesta por la Unión Europea y organizada por Estados Unidos, esta cumbre se celebró el 15 de noviembre de 2008 en la capital estadounidense.
Así, la cita se celebró en un contexto de desestabilidad política y económica tras los derrumbes bancarios y bursátiles y una crisis financiera global que ha requerido la intervención pública en el mercado. Por su potencial relevancia la cita ha sido comparada con los Acuerdos de Bretton Woods celebrados en 1944 tras la Segunda Guerra Mundial y que convirtieron el dólar estadounidense en moneda internacional.

## Historia
Sobre la celebración de la cumbre el 26 de septiembre de 2008 Nicolas Sarkozy, jefe de Estado francés y presidente de turno de la Unión Europea, planteó que "deberíamos replantear el sistema financiero desde cero, como en Bretton Woods.”
Por otra parte, el día 13 el primer ministro británico Gordon Brown añadió que los líderes mundiales deberían acordar un nuevo sistema económico. "Tenemos que celebrar un nuevo Bretton Woods, construyendo una arquitectura financiera internacional nueva para los años venideros." Sin embargo, su declaración defendía la continuación de la globalización y el libre mercado contra volver a una tasa de cambio fija, como el patrón oro opuesto a la idea de Sarkozy que respondió que el modelo anglosajón de mercados irrestrictos ha fracasado.

## Invitados
Tras la inoperancia de la 34ª Cumbre del G-8 por la falta de los países emergentes el presidente estadounidense George Bush declaró que en principio estaban invitados a la cumbre los gobiernos miembros del G-20: es decir el G-8 más Argentina, Australia, Brasil, China, India, Indonesia, México, Arabia Saudita, Sudáfrica, Corea del Sur, Turquía y un representante de la Unión Europea. Los organismos financieros del FMI y el Banco Mundial también suelen participar en las reuniones del G-20, un grupo que fue constituido para responder las turbulencias financieros de 1997-99 con políticas comunes para promover estabilidad financiera internacional. A pesar de la importancia del G-20 el grupo omite unos 170 gobiernos de otros países (192 países son miembros de la ONU).

Países miembros del G-20
Países invitados de manera extraordinaria (España y los Países Bajos)
Países representados por la Unión Europea.

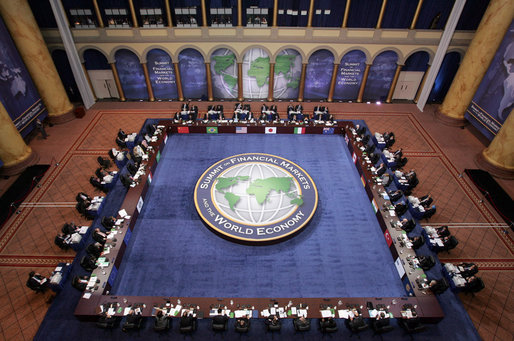
Líderes y delegados del G20 atienden la reunión sobre nercados financieros y de la economía mundial en el National Building Museum en Washington D. C. el sábado 15 de noviembre de 2008.

| Unión Europea                                              | José Manuel Durão Barroso      |
| Estados Unidos Anfitrión                                   | George W. Bush                 |
| Japón                                                      | Tarō Asō                       |
| Alemania                                                   | Angela Merkel                  |
| China                                                      | Hu Jintao                      |
| Reino Unido                                                | Gordon Brown                   |
| Francia                                                    | Nicolas Sarkozy                |
| Italia                                                     | Silvio Berlusconi              |
| Canadá                                                     | Stephen Harper                 |
| Brasil                                                     | Luiz Inácio Lula da Silva      |
| Australia                                                  | Kevin Rudd                     |
| Rusia                                                      | Dmitri Medvédev                |
| India                                                      | Manmohan Singh                 |
| Argentina                                                  | Cristina Fernández de Kirchner |
| Turquía                                                    | Recep Tayyip Erdoğan           |
| Corea del Sur                                              | Lee Myung-bak                  |
| México                                                     | Felipe Calderón                |
| Indonesia                                                  | Susilo Bambang Yudhoyono       |
| Sudáfrica                                                  | Kgalema Motlanthe              |
| Arabia Saudita                                             | Abdullah bin Abdul Aziz        |
| Países y organizaciones invitadas de manera extraordinaria |                                |
| España                                                     | José Luis Rodríguez Zapatero   |
| Países Bajos                                               | Jan Peter Balkenende           |
| FMI                                                        | Dominique Strauss-Kahn         |
| BM                                                         | Robert B. Zoellick             |

### Países miembro del G-20
| País según PBI | Lista de países del G-20 entre los 20 con economías más grandes, según PIB           | 2007       | 2008       |  |
| -------------- | ------------------------------------------------------------------------------------ | ---------- | ---------- |  |
| -              | Unión Europea                                                                        | 16.830.100 | 18.493.009 |  |
| 1              | Estados Unidos                                                                       | 13.843.825 | 14.195.032 |  |
| 2              | Japón                                                                                | 4.383.762  | 4.866.922  |  |
| 3              | Alemania                                                                             | 3.322.147  | 3.653.366  |  |
| 4              | China                                                                                | 3.250.827  | 3.941.536  |  |
| 5              | Reino Unido                                                                          | 2.772.570  | 2.833.219  |  |
| 6              | Francia                                                                              | 2.560.255  | 2.843.133  |  |
| 7              | Italia                                                                               | 2.104.666  | 2.330.005  |  |
| 9              | Canadá                                                                               | 1.432.140  | 1.571.070  |  |
| 10             | Brasil                                                                               | 1.313.590  | 1.621.274  |  |
| 11             | Rusia                                                                                | 1.289.582  | 1.698.647  |  |
| 12             | India                                                                                | 1.098.945  | 1.232.946  |  |
| 13             | Corea del Sur                                                                        | 957.053    | 999.369    |  |
| 14             | Australia                                                                            | 908.826    | 1.046.789  |  |
| 15             | México                                                                               | 893.365    | 949.576    |  |
| 17             | Turquía                                                                              | 663.419    | 748.301    |  |
| 20             | Indonesia                                                                            | 432.944    | 488.149    |  |
|                | Otros países miembros del G-20:                                                      |            |            |  |
| 25             | Arabia Saudita                                                                       | 376.029    | 464.441    |  |
| 30             | Argentina                                                                            | 259.999    | 323.800    |  |
| 31             | Sudáfrica                                                                            | 282.630    | 295.595    |  |
|                | Países más desarrollados NO miembros individuales del G-20, representados por la UE: |            |            |  |
| 8              | España                                                                               | 1.438.959  | 1.622.511  |  |
| 16             | Países Bajos                                                                         | 768.704    | 862.900    |  |
| 18             | Suecia                                                                               | 455.319    | 502.527    |  |
| 19             | Bélgica                                                                              | 453.636    | 507.144    |  |

#### Participación de España y Países Bajos

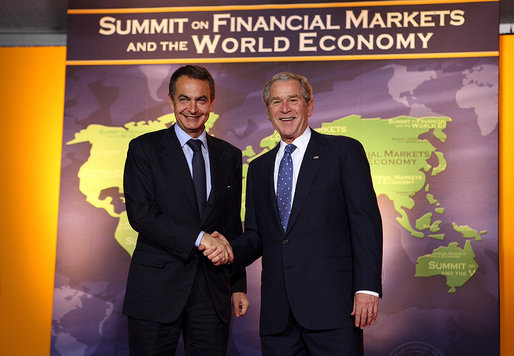
Bienvenida del presidente estadounidense al líder español.

Aunque a grandes rasgos la fórmula del G-20 se corresponde aproximadamente a la distribución de los 20 países, deja de lado a España y Holanda, dado que se considera que al estar representada la Unión Europea, los países que no estaban antes en el G-8, lo estarían por medio de la UE. España no entraba en el G-8 original (que incluye en cambio a países de similar PBI como Rusia y Canadá) ni tampoco entra en la categoría de país subdesarrollado que amplía el G-20 (por este criterio también se excluye a Países Bajos, Suecia y Bélgica, más desarrollados económicamente que Indonesia, Arabia Saudita, Sudáfrica y Argentina). El gobierno español sobre la base de la relevancia de la cumbre declaró su intención y deseo de participar en la cumbre organizada por el gobierno estadounidense. José Luis Rodríguez Zapatero, el presidente del Gobierno español, declaró que España tiene que estar. Para ello se contactó con Washington y a través de la diplomacia con sus aliados, recibido tanto el apoyo interno del jefe de Estado, el rey Juan Carlos I y del líder de la oposición, Mariano Rajoy como de organizaciones como la Unión Europea y varios Estados Iberoamericanos y también de numerosos países del G-20 que declararon el apoyo a la participación española: El presidente francés Nicolás Sarkozy pidió a Bush la asistencia de España a la cumbre. Finalmente, España participó en la reunión y, para que no ser visto como una inclusión particular, se incluyó también a Países Bajos.

## Acuerdos
La cumbre, aprobó por unanimidad los siguientes acuerdos:
1. Continuar los esfuerzos de sus miembros desarrollados, tanto en el ámbito nacional, como el internacional, para apoyar los mercados financieros y tomar cualquier acción adicional necesaria para estabilizar el sistema.
2. Reconocer la importancia de la ayuda de la política monetaria, en la medida en que se considere apropiado para las condiciones nacionales de cada país.
3. Usar medidas fiscales para estimular de forma rápida la demanda interna, al tiempo que se mantiene un marco propicio para la sostenibilidad fiscal.
4. Ayudar a los países emergentes y en desarrollo a lograr acceso a la financiación en las difíciles condiciones financieras, incluyendo instrumentos de liquidez y programas de apoyo.
5. Apoyar el papel del FMI en la respuesta a la crisis, reconociendo el valor de los nuevos mecanismos de liquidez a corto plazo y urgir a la continua revisión de sus instrumentos para asegurar la flexibilidad.
6. Animar al Banco Mundial y a otros bancos multilaterales de desarrollo a usar su plena capacidad en apoyo de su agenda de ayuda.
7. Asegurarse de que el FMI, el Banco Mundial y los otros bancos multilaterales de desarrollo tengan los recursos suficientes para continuar desempeñando su papel en la resolución de la crisis.

Adoptó, además, los siguientes compromisos:
1. Fortalecer la transparencia y la responsabilidad en los mercados financieros, incluyendo la mejora de los productos financieros complejos y asegurando la completa y adecuada revelación de las empresas y sus condiciones financieras. Los incentivos deben ser alineados para evitar excesivos riesgos.
2. Mejora de la regulación para fortalecer y examinar prudentemente los regímenes regulatorios según convenga. Ejercitar una fuerte vigilancia sobre las agencias de crédito, con el desarrollo de un código de conducta internacional. También establecer regímenes regulatorios más efectivos a lo largo del ciclo económico, mientras que se asegura que la regulación es eficiente, sin ahogar la innovación, y animar el crecimiento del comercio de productos financieros y servicios.
3. Evaluar de forma transparente los sistemas regulatorios nacionales.
4. Promover la integridad de los mercados financieros, reforzando la protección del inversor y el consumidor, evitando conflictos de intereses, previniendo la manipulación ilegal del mercado, las actividades fraudulentas y avisos y protegiendo contra los riesgos financieros ilícitos procedentes de jurisdicciones no cooperativas. También se promoverá el intercambio de información, incluyendo las jurisdicciones que se han comprometido con los estándares internacionales respecto al secreto y la transparencia bancarios.
5. Fortalecer la cooperación internacional y formular las reglas y otras medidas de cooperación a través de todos los segmentos de mercados financieros, incluyendo los que afectan al movimiento de capitales entre fronteras. Los reguladores y otras autoridades relevantes deben fortalecer la cooperación en la prevención, gestión y resolución de crisis.
6. Reformar las instituciones financieras internacionales de forma que puedan reflejar los cambios en la economía mundial para incrementar su legitimidad y efectividad. En este sentido, las economías emergentes y en desarrollo, incluyendo a los países más pobres, deberán tener más voz y representación. El Foro de Estabilidad Financiera (FSF) tiene que acoger urgentemente a más miembros de los países emergentes, y otras instituciones deberán revisar su participación. El FMI, en colaboración con el FSF ampliado y otras instituciones, deberá cooperar para identificar puntos vulnerables, anticipar peligros potenciales y actuar rápidamente para desempeñar un papel fundamental en la respuesta a la crisis.